# 1007年
| 千纪： | 2千纪 |
| 世纪： | 10世纪 \| 11世纪 \| 12世纪                                                                                 |
| 年代： | 970年代 \| 980年代 \| 990年代 \| 1000年代 \| 1010年代 \| 1020年代 \| 1030年代                              |
| 年份： | 1002年 \| 1003年 \| 1004年 \| 1005年 \| 1006年 \| 1007年 \| 1008年 \| 1009年 \| 1010年 \| 1011年 \| 1012年 |
| 纪年： | 丁未年（羊年）；契丹統和二十五年；北宋景德四年；大理明應二年；越南應天十四年；日本寬弘四年                 |

## 大事记
- 《源氏物语》。

## 出生
- 9月22日——歐陽脩，北宋文学家、史学家（1072年去世，65岁）
- 范鎮（1007年－1088年，71岁），北宋文學家。《宋史》卷337有《范鎮傳》。
- 於格二世 (法蘭西)